# Phragmidium bayatii
Phragmidium bayatii är en svampart som beskrevs av Esfand. & Petr. 1941. Phragmidium bayatii ingår i släktet Phragmidium och familjen Phragmidiaceae.   Inga underarter finns listade i Catalogue of Life.